# Jazyk symbolických adres
Jazyk symbolických adres (zkratka JSA, anglicky assembly language), jazyk symbolických instrukcí nebo slangově assembler je v informatice nízkoúrovňový programovací jazyk, jehož základem jsou symbolické reprezentace jednotlivých strojových instrukcí a konstant potřebných pro vytvoření strojového kódu pro určitý procesor. Jazyk zpravidla vytváří výrobce pro konkrétní typ procesoru a jeho soubor instrukcí. Nejedná se tedy o jeden konkrétní jazyk, ale spíše o druh jazyka. 
Jazyk je založen na náhradě kódů instrukcí mnemotechnickými zkratkami anglických slov, které vyjadřují, co daná strojová instrukce dělá. Dále jazyk umožňuje místo konkrétní číselné paměťové adresy používat symbolické adresy v podobě návěstí. Pro převod programu v JSA do strojového kódu se používá překladač, který se nazývá assembler. Tento název se v češtině přeneseně používá i pro samotný jazyk.
JSA umožňuje psát extrémně rychlé a paměťově úsporné programy. Jeho nevýhody jsou především závislost na konkrétním procesoru, tedy neumožňuje snadnou přenositelnost na jinou platformu, jeho kód je dlouhý a obtížně se hledají chyby. Proto se používá jen pro určité úlohy a ostatní části softwaru se vytvářejí ve vyšších programovacích jazycích.

## Historie
JSA se poprvé objevily v 50. letech 20. století, kdy byly označovány jako druhá generace programovacích jazyků. Eliminovaly většinu chyb vznikajících při programování a časovou náročnost první generace programovacích jazyků tím, že odstranily nutnost pamatovat si číselné kódy jednotlivých strojových instrukcí, nutnost vypočítávat adresy skoků a umístění dat a zjednodušením (zkrácením) zápisu programu. Ve své době byly široce využívány pro všechny typy programování. Avšak v 80. letech (u mikropočítačů v 90. letech) byly nahrazeny programovacími jazyky s vyšší úrovní abstrakce, které přinášely vyšší produktivitu programování.
V současné době jsou JSA používány zejména pro přímé ovládání hardware, přístup ke specializovaným instrukcím procesoru nebo pro kritické úseky, kde je nutný vysoký výkon. Typicky se jedná o ovladače zařízení, nízkoúrovňové embedded systémy a operační systémy.
Pokročilé překladače JSA poskytují doplňující nástroje pro správu a vývoj kódu, řízení překladu programu, a podporu ladění. Mezi hlavní prvky patří také podpora maker, pak nazýváme takový překladač makro assembler.

## Terminologie
Anglické slovo assembler znamená sestavovatel a označuje pouze překladač, tj. program, který sestavuje strojový kód. Programovací jazyk zpracovávaný takovým překladačem se označuje JSA, v angličtině se jmenuje assembly language.
Exaktní česká terminologie vychází z toho, že assembler označuje pouze překladač, zatímco programovací jazyk označuje výhradně jako jazyk symbolických adres (JSA), kterýžto výraz popisuje základní nabízenou výhodu – odstranění nutnosti ručně propočítávat veškeré adresy při překladu programu.
V praxi se ovšem velmi často pro označení JSA používá termín assembler (původem z anglického jazyka).

## Charakteristika
JSA je programovací jazyk nejnižší úrovně a je závislý na strojovém kódu procesoru. Každá rodina procesorů má svůj vlastní odlišný JSA, protože ve strojových instrukcích různých rodin procesorů a možnosti rozdělování a adresování paměti bývají zásadní rozdíly. Každá firma vyrábějící procesory si definuje vlastní pravidla pro JSA svých procesorů, z kterých mohou (ale také nemusejí) vycházet nezávislí autoři a firmy.
Společným rysem drtivé většiny JSA je, že kódovou jednotkou je zde jeden řádek.
Program v JSA se skládá z
překladových direktivtyto direktivy ovlivňují způsob překladu (například pro jakou verzi procesoru se překládá, zda se ignorují velká a malá písmena, zda se generuje výpis a s jakým stránkováním, atp.). Rovněž označují začátek a konec kódových sekcí.
strojových instrukcísymbolicky zapsané strojové instrukce jsou při překladu nahrazeny odpovídajícím strojovým kódem
definic obsahu pamětimůžeme inicializovat obsah paměti, nebo vyhradit v paměti místo pro proměnné
návěstínávěstí umožňují pojmenovat místa v paměti počítače. Návěstí umístěné před instrukcí se používá jako pro definici bodu v programu, na který můžeme skočit, návěstí umístěné před definicí obsahu paměti se používá při odkazování na tuto paměť
makermakra slouží pro nahrazení často používaných sekvencí instrukcí, umožňují zpřehlednit a zjednodušit kód vytvořením pseudoinstrukcí a formalizací často používaných konstrukcí
podmínkových blokůpodmínkové bloky dovolují generovat odlišný kód v závislosti na nastavení překladových symbolů, což může být užitečné například při ladění, nebo u kódu určeného pro více platforem
definic překladových symbolůpřekladové symboly pomáhají při vytváření dobře strukturovaného kódu programu
Assembler zpravidla překládá zdrojový kód na několik průchodů. To je dané tím, že při prvním průchodu nejsou známé adresy a hodnoty definované za překládaným řádkem, ovšem i při dalších průchodech se mohou adresy posunout, protože délka strojové instrukce může záviset na hodnotách adres a konstant, které byly v prvním průchodu neznámé, přičemž změnou původně předpokládané délky instrukce se mohou adresy opět posunout…

### Příklad instrukce
Příkladem jednoho řádku – jedné instrukce jazyka symbolických adres procesoru x86/i386 (např. Intel 80386), s komentářem:
```
; Do akumulátoru (l=low: dolní část) načti hodnotu 61 v hexadecimální soustavě

mov
 
al
,
 
61
h

```

stejná instrukce ve strojovém kódu o délce 2 bajtů:
```
10110000 01100001
```

Instrukce říká: do registru „al“ vlož číslo 61 šestnáctkové soustavy (číslo 97 v desítkové soustavě). Za středníkem je komentář, který není součástí výsledného programu. Instrukce „mov“ (zkratka anglického move, „přesun“) znamená přiřazení hodnoty, „al“ je označení dolního bajtu („l“=low) registru pojmenovanáho akumulátor („a“), následuje čárkou oddělený parametr – zde vkládaná hodnota.
Ve strojovém kódu je první bajt (10110000) kódem instrukce mov al, druhý bajt (01100001) je parametr – číslo 61h.

## Program „Ahoj světe!“
Hello world v MASM pro Windows:
```
.model
 
flat
,
 
stdcall

option
 
casemap
 
:
none

include
 
windows.inc

include
 
kernel32.inc

.data

message
 
db
 
"
Ahoj
 
svete
!
"
,
13
,
10

.code

main
 
proc

 
invoke
  
GetStdHandle
,
 
STD_OUTPUT_HANDLE

 
invoke
  
WriteConsoleA
,
 
eax
,
 
addr
 
message
,
 
sizeof
 
message
,
 
0
,
 
0

 
ret

main
 
endp

end
 
main

```

Hello world v NASM pro DOS:
```
[
org
 
100
h
]

[
bits
 
16
]

jmp
 
START

; Napsat textovy retezec ukonceny binarni nulou

; IN: ds:si -> null_terminated_string

writez:

l_writez1:

 
lodsb

 
or
 
al
,
al

 
jz
 
l_writez9

 
xor
 
bh
,
bh

 
mov
 
ah
,
0
Eh

 
int
 
10
h

 
jmp
 
l_writez1

l_writez9:

ret

msg1:
 
db
 
"
Ahoj
 
svete
!
"
,
 
13
,
10
,
 
0

START:

push
 
cs

pop
 
ds

mov
 
si
,
msg1

call
 
writez

END:

mov
 
ax
,
4
C00h

int
 
21
h

```